# Бруно ле Мер
Бруно ле Мер (фр. Bruno Le Maire; нар. 15 квітня 1969, Неї-сюр-Сен, Франція) — французький політик і дипломат.

## Життєпис
Закінчив Національну академію адміністрації Франції, 2006 року став керівником апарату прем'єр-міністра Домініка де Вельпена, у червні 2007-го обраний депутатом «Союзу за народний рух Європи».
Протягом трьох років обіймав посаду Державного секретаря з європейських справ в уряді Франсуа Фійона. 2012 року повторно обраний депутатом та безуспішно балотувався на пост очільника Союзу за народний рух Європи проти Ніколя Саркозі.
Був кандидатом у Президенти Франції від Республіканців 2016-го.